# P. J. Washington
Paul Jamaine "P.J." Washington Jr. (Louisville, 23 de agosto de 1998) é um jogador norte-americano profissional de basquete que atualmente joga no Dallas Mavericks da National Basketball Association (NBA).
Ele jogou basquete universitário pelo Kentucky Wildcats e foi selecionado pelos Hornets como a 12ª escolha geral no Draft da NBA de 2019.

## Primeiros anos
Washington é filho de Sherry e Paul Washington Sr. Ele tem dois irmãos, Tyler e Spencer, e uma irmã, Alexandria. Seus pais jogaram basquete em Middle Tennessee State. Ele usa o número 25 porque seu pai usou o 25 na universidade.

### Recrutamento
Washington foi considerado um dos melhores jogadores na classe de recrutamento de 2017 pela Scout.com, Rivals.com e ESPN. Em 10 de novembro de 2016, ele se comprometeu com a Universidade de Kentucky.
| Nome | Cidade Natal                                                     | Escola/Universidade | Altura | Peso   | Data da revisão        |
| --- | ---------------------------------------------------------------- | ------------------- | ------ | ------ | ---------------------- |
| P. J. Washington PF | Dallas, TX                                                       | Findlay Prep (NV)   | 2.03 m | 104 kg | 10 de Novembro de 2016 |
| P. J. Washington PF | Recrutamento: Scout: Rivals: 247Sports: ESPN: ESPN grade: 95/100 |                     |        |        |                        |
| Classificação geral de novatos: Scout: 13º \| Rivals: 11º \| 247Sports: 13º \| ESPN: 11º |                                                                  |                     |        |        |                        |
| - Nota: Em muitos casos, Scout, Rivals, 247Sports e ESPN podem entrar em conflito em suas listas de altura e peso, nestes casos, a média foi obtida. A ESPN mede os calouros numa escala de 0 a 100. - Fonte: |                                                                  |                     |        |        |                        |

## Carreira universitária
Durante a maior parte de sua temporada de calouro em Kentucky, Washington enfrentou uma lesão no dedo que exigiu uma cirurgia. Na derrota no Torneio da NCAA para Kansas State, Washington liderou Kentucky com 18 pontos e 15 rebotes. Washington teve médias de 10,8 pontos e 5,7 rebotes como calouro. Após a temporada, ele se declarou para o draft da NBA, mas anunciou seu retorno em 30 de maio de 2018.
Após a derrota de Kentucky no Torneio da NCAA de 2019, Washington anunciou sua intenção de renunciar às duas últimas temporadas de elegibilidade universitária e se declarar para o draft da NBA de 2019, onde foi projetado para ser uma seleção de primeira rodada.

## Carreira profissional

### Charlotte Hornets (2019–Presente)
Washington foi selecionado pelo Charlotte Hornets como a 12ª escolha geral no draft da NBA de 2019. Em 3 de julho de 2019, Washington assinou um contrato de 4 anos e US$17.8 milhões com os Hornets.
Em 23 de outubro de 2019, ele fez sua estreia na NBA, sendo titular na vitória por 126-125 sobre o Chicago Bulls, e registrou 27 pontos, 4 rebotes, uma assistência, um roubo de bola e um bloqueio. Ele também fez 7 cestas de três pontos, o máximo em uma estreia na história da NBA.
Em 31 de outubro de 2019, Washington registrou 23 pontos e 8 rebotes na vitória por 118–111 sobre o Sacramento Kings. Em 29 de novembro de 2019, ele registrou 26 pontos e 5 rebotes na vitória por 110–107 contra o Detroit Pistons. Em 15 de setembro de 2020, Washington foi eleito para a Segunda-Equipe All-Rookie pela NBA.
Em 28 de fevereiro de 2021, Washington marcou 42 pontos na vitória sobre o Sacramento Kings.

## Estatísticas da carreira

### NBA

#### Temporada regular
| Ano      | Equipe    | PJ  | PT  | MPJ  | AP   | 3P   | LL   | RT  | AS  | BR  | TO  | PPJ  |
| -------- | --------- | --- | --- | ---- | ---- | ---- | ---- | --- | --- | --- | --- | ---- |
| 2019–20  | Charlotte | 58  | 57  | 30.3 | .455 | .374 | .647 | 5.4 | 2.1 | .9  | .8  | 12.2 |
| 2020–21  | Charlotte | 64  | 61  | 30.5 | .440 | .386 | .745 | 6.5 | 2.5 | 1.1 | 1.2 | 12.9 |
| 2021–22  | Charlotte | 65  | 28  | 27.2 | .470 | .365 | .716 | 5.2 | 2.3 | .9  | .9  | 10.3 |
| Carreira | Carreira  | 187 | 146 | 29.3 | .455 | .375 | .702 | 5.7 | 2.3 | .9  | .9  | 11.8 |

### Universidade
| Ano      | Equipe   | PJ | PT | MPJ  | AP   | 3P   | LL   | RT  | AS  | BR  | TO  | PPJ  |
| -------- | -------- | -- | -- | ---- | ---- | ---- | ---- | --- | --- | --- | --- | ---- |
| 2017–18  | Kentucky | 37 | 30 | 27.4 | .519 | .238 | .606 | 5.7 | 1.5 | .8  | .8  | 10.8 |
| 2018–19  | Kentucky | 35 | 33 | 29.3 | .522 | .423 | .663 | 7.5 | 1.8 | .8  | 1.2 | 15.2 |
| Carreira | Carreira | 72 | 63 | 28.3 | .520 | .330 | .634 | 6.6 | 1.6 | 0.8 | 1.0 | 13.0 |

Fonte: